# Grupa artyleryjska „Granat”
Grupa artyleryjska „Granat”, 10 Kadrowy Pułk Artylerii Armii Krajowej, Zgrupowanie „Granat”, kryptonim 548 – jednostka artyleryjska ZWZ i AK, która wzięła udział w powstaniu warszawskim na Mokotowie.

## Historia
Historia oddziału zaczęła się w noc sylwestrową 31 grudnia 1939 roku. Grupa oficerów artylerii zorganizowała wtedy ucieczkę mjr. art. Kazimierza Falewicza ze Szpitala Maltańskiego przy ul. Senatorskiej 38/40 w Warszawie.
Kazimierz Falewicz wraz z grupą, która zorganizowała ucieczkę, nawiązał kontakt z dowództwem Związku Walki Zbrojnej. Jednym z dowódców grupy był ppor. art. Adam Jastrzębski. Na początku marca 1940 roku nadano konspiracyjnej jednostce artyleryjskiej nazwę „Grupa artyleryjska «Granat»”. W skład jej struktury weszło siedem baterii. Organizowano magazyny uzbrojenia, warsztat rusznikarski oraz lokale kontaktowe, prowadzono zajęcia szkoleniowe ze sprzętem artyleryjskim, w zakresie taktyki piechoty wraz z ćwiczeniami praktycznymi w lasach położonych na wschód od otwockiej linii kolejowej. Między wrześniem 1940 roku a majem 1943 roku zorganizowano dwa turnusy szkół podchorążych, 52 ich uczestników otrzymało stopień bombardiera.
Po powołaniu Armii Krajowej, w lutym 1942 roku Komenda Główna AK nadała jednostce nazwę „10 Kadrowy Pułk Artylerii Armii Krajowej” i kryptonim liczbowy „548”.
W lecie 1943 roku (od maja do lipca) kadra Grupy została w znacznej mierze rozbita przez aresztowania. Wielu jej członków opuściło Warszawę, niektórzy przyłączyli się do partyzantki. Pod koniec tego roku pułk został przeorganizowany, aby przystosować jego strukturę do zadań powstańczych.
W skład pułku, liczącego na początku 1944 roku 432 żołnierzy, w tym 38 oficerów, wchodziło 7 plutonów szturmowych. W drugiej połowie lipca 1944 roku dokonano relokacji plutonów (co było związane z przeniesieniem Komendy Głównej AK). Do Godziny „W” nie zdołano zakończyć procesu relokacji: nie powiadomiono o zmianie sytuacji punktów koncentracji zaplecza sanitarnego i kwatermistrzowskiego oraz nie zapewniono transportu broni i amunicji.

### Powstanie warszawskie
1 sierpnia 1944 roku stanęło do walki około 320 żołnierzy i oficerów Grupy artyleryjskiej „Granat”, czyli blisko 80% stanu. Z tej grupy tylko około 130 żołnierzy było uzbrojonych w broń i granaty.
Pierwszymi zadaniami Grupy był atak na niemiecką baterię przeciwlotniczą na Polu Mokotowskim (4 działa ciężkie i 2 działka szybkostrzelne) (cały teren Pola Mokotowskiego był otoczony drutem kolczastym i broniony sześcioma gniazdami ckm-ów) i – wspólnie z II Batalionem Szturmowym „Odwet” – na koszary niemieckie przy ul. Rakowieckiej. Koszary Stauferkaserne były wyjątkowo dobrze uzbrojone. Stacjonowały tam 2 niemieckie bataliony: batalion ochrony SS pod dowództwem obersturmfürera Martina Patza i 3 batalion grenadierów pancernych SS, w sumie 600 dobrze uzbrojonych żołnierzy wzmocnionych wydzieloną z 5 Dywizji Pancernej SS „Viking” kompanią czołgów, wyposażoną w 4 czołgi tygrys, ponadto 1 pantera, 4 PzKpfw IV i 1 działo samobieżne.
Po odpartym przez Niemców ataku Grupa wycofała się na teren południowego Mokotowa, 3 sierpnia jej 6 plutonów weszło w skład Zgrupowania Pułku „Baszta”. 4 września z żołnierzy grupy artyleryjskiej „Granat” utworzono dwa oddziały dywersji bojowej (ODB) pod dowództwem por. Waldemara Olszewskiego „Waldemara”. Oddziały te zostały przydzielone do Batalionu „Ryś” (stanowiły jego trzon) i walczyły w obronie Sielc pod dowództwem cc Andrzeja Czaykowskiego „Gardy”, z którego resztek po upadku Sielc 16 września utworzono Batalion „Oaza”-„Ryś” pod dowództwem Jacka Wyszogrodzkiego „Janusza” (który wszedł w skład Pułku „Waligóra” dowodzonego przez ppłk. Adama Remigiusza Grocholskiego „Waligórę”). Ostatecznie oddziały „Granatu” weszły 21 września w skład 10 Dywizji Piechoty AK im. Macieja Rataja, 27 września Mokotów skapitulował.
Od 17 sierpnia Grupa artyleryjska „Granat” zaczęła wydawać gazetę polową Granat, początkowo dwa razy dziennie. Ukazało się jednak tylko kilka numerów.

### Ordre de bataillena 1 sierpnia 1944 roku

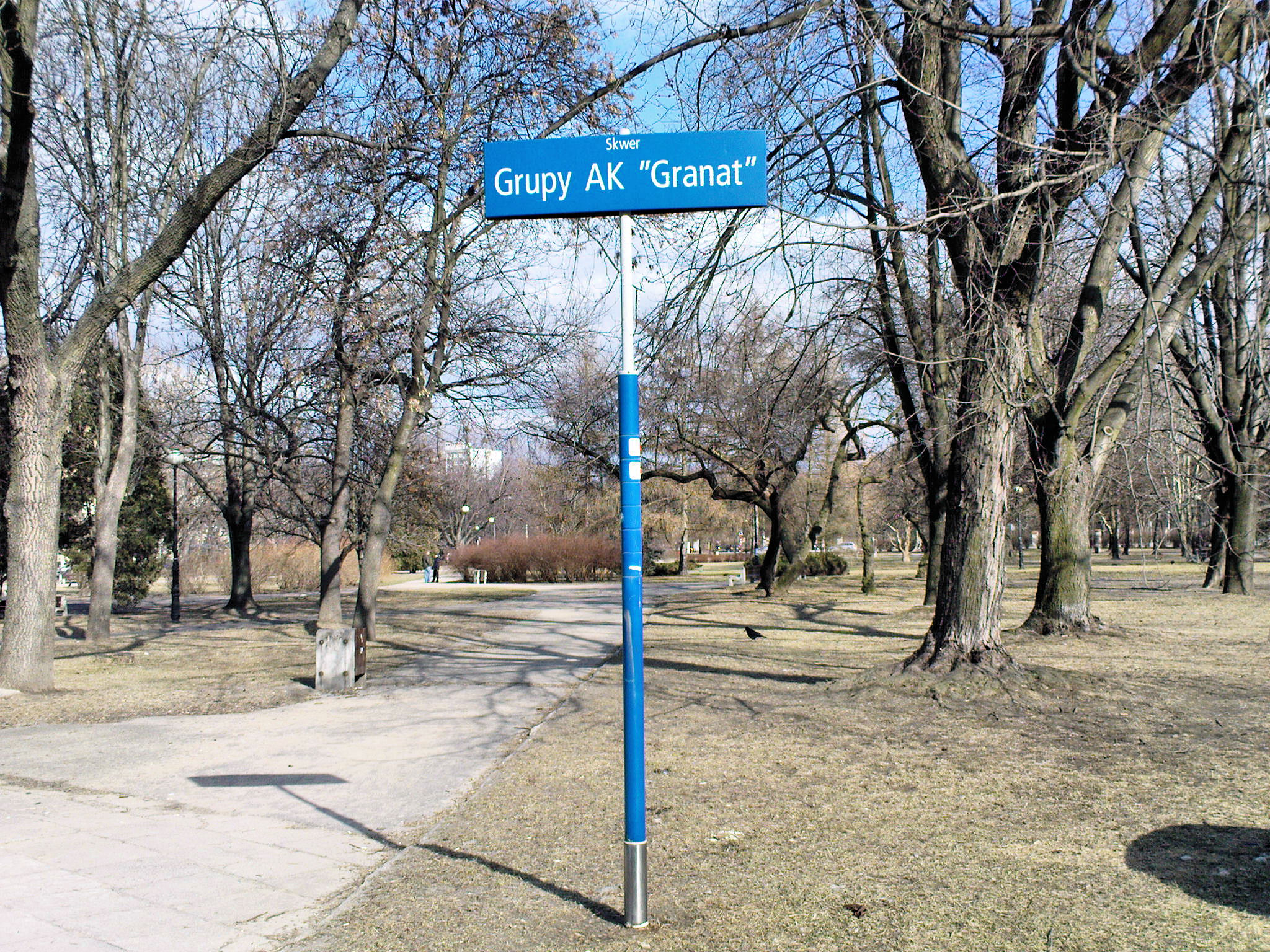
Skwer Grupy AK „Granat” w Warszawie

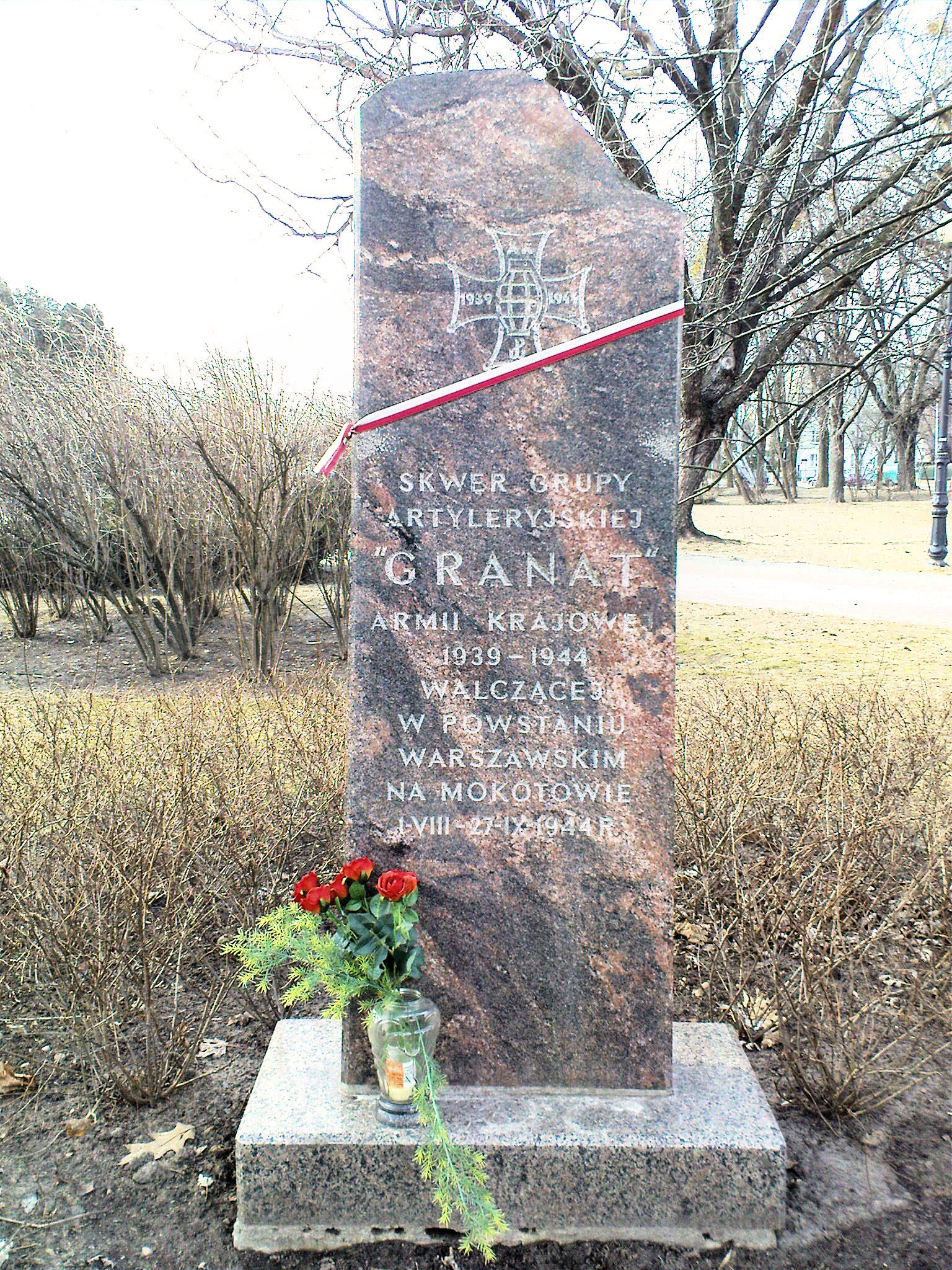
Obelisk poświęcony Grupie „Granat” na skwerze jej imienia

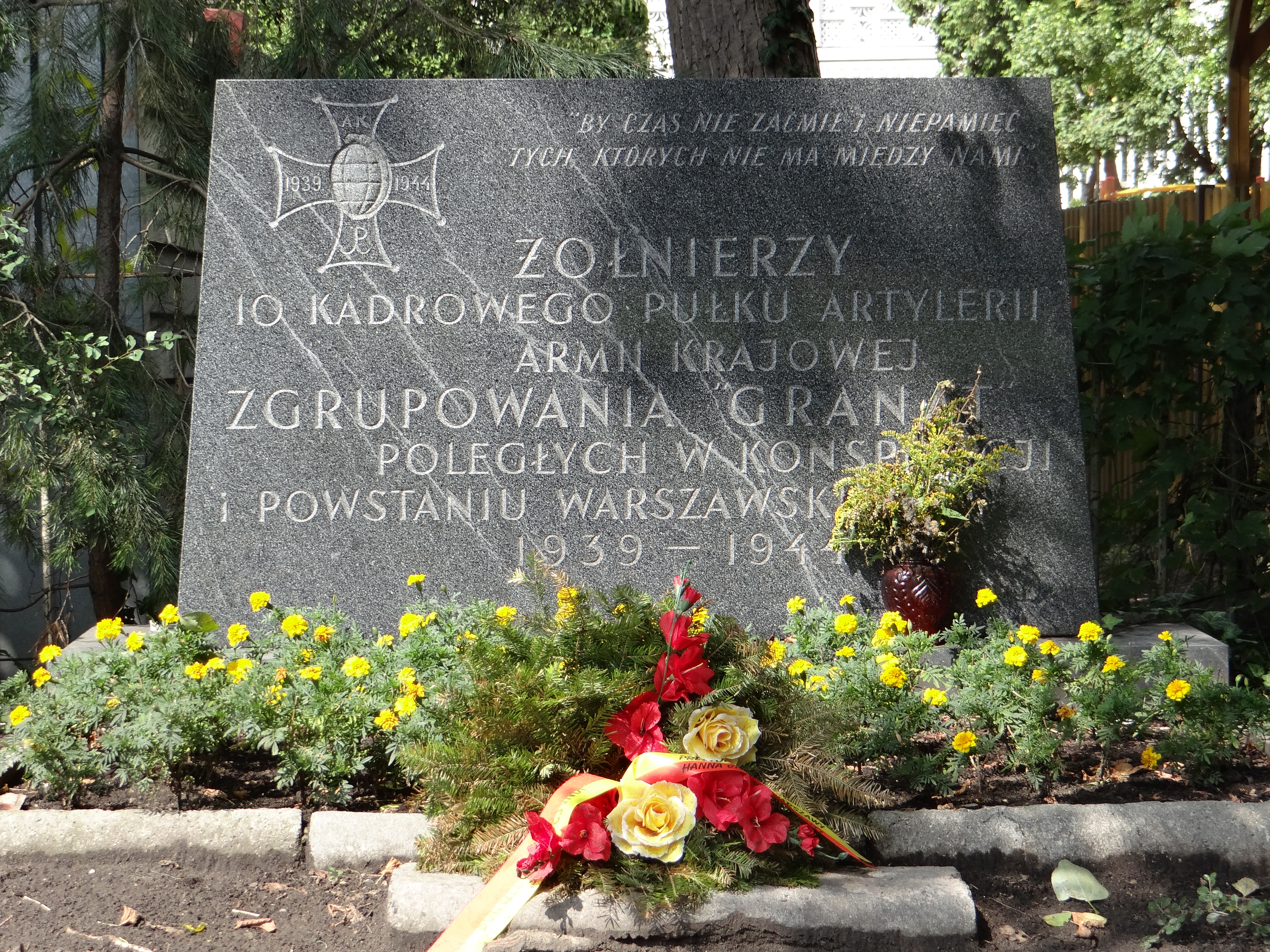
Płyta memoriałowa na skwerze im. Olgi i Andrzeja Małkowskich w Warszawie ku czci żołnierzy 10 Kadrowego Pułku Artylerii Armii Krajowej Zgrupowania „Granat” poległych w konspiracji i w powstaniu warszawskim w latach 1939–1944

dowódca – kpt. art. Józef Szyszko „Bachmat” (zginął 13 sierpnia przy ul. Kazimierzowskiej)
zastępca – kpt. art. Stefan Aleksander Arnoldt "„Janusz” (ranny 3 sierpnia, 4 września przeszedł na oficera ordynansowego dowódcy Obwodu)
I Grupa Szturmowa
dowódca, zastępca dowódcy Grupy artyleryjskiej – por. rez. art. inż. Adam Jastrzębski „Rożan”
II Grupa Szturmowa
dowódca – por. rez. art. Waldemar Olszewski „Waldemar”
zastępca – ppor. art. Jerzy Roman „Jerzy”
III Grupa Szturmowa
dowódca – kpt. art. Stefan Aleksander Arnoldt „Janusz”
zastępca – por. rez. art. Andrzej Pietraszkiewicz „Adolf”
Pluton Techniczny
dowódca – por. rez. art. Aleksander Rummel „Alik”

### Ordre de bataillepo 3 sierpnia 1944 roku
dowódca – kpt. art. Józef Szyszko „Bachmat”
zastępca – kpt. art. Stefan Aleksander Arnoldt „Janusz”
Dowódcy plutonów:
1 pluton – por. rez. art. inż. Adam Jastrzębski „Rożan”
ppor. art. Jerzy Roman „Jerzy” (ranny 19 sierpnia przy ul. Grottgera, 4 września został zastępcą dowódcy ODB)
ppor. rez. art. Jerzy Fabianowski „Tolek”
2 pluton – por. rez. art. Andrzej Pietraszkiewicz „Adolf” (14 sierpnia opuścił Mokotów)
ppor. rez. Stanisław Wolski „Szrapnel” (odkomenderowany 2 września do lasu)
plut. pchor. Zbigniew Wroński „Kret”
ppor. rez. art. Zbigniew Roguski „Tłomacki” (zginął 26 września przy ul. Puławskiej 99)
3 pluton – por. sł. st. art. Jan Wierusz-Kowalski „Rok” (przeszedł na p.o. dowódcy „Granatu”)
4 pluton – ppor. rez. art. Włodzimierz Połulich „Włodek” (kontuzjowany 28 sierpnia w czasie walk na Sielcach)
5 pluton – ppor. rez. art. Władysław Nowiński „Waldemar II” (zginął 25 września w Parku Dreszera)
6 pluton – ppor. rez. art. Stanisław Eugeniusz Kietliński „Hel” (przeszedł we wrześniu na adiutanta batalionu „Oaza”, poległ 15 września w rejonie ul. Chełmskiej)
pluton techniczny – por. rez. art. Aleksander Rummel „Alik”

### Ordre de bataille4 września 1944 roku
Oddziały Dywersji Bojowej
dowódcy – por. rez. art. Waldemar Olszewski „Waldemar”
ppor. art. Jerzy Roman „Jerzy”
I Oddział Dywersji Bojowej – plut. pchor. Zbigniew Wroński „Kret”
II Oddział Dywersji Bojowej – kpr. pchor. Jan Krok-Paszkowski „Gozdawa” (ranny 11 września na Sielcach)
sanitariat – dr med. Alfred Piotrowski „Lulek”.

## Niektórzy pozostali żołnierze Grupy artyleryjskiej „Granat”
- Jan Piotr Kulczyk „Tajfun”
- Stanisław Schoen-Wolski „Imek”
- Tadeusz Wyrzykowski „Paleta”

## Podsumowanie
W Grupie w czasie powstania walczyło ogółem 520 ludzi, z których 230 poległo. Do obozów jenieckich dostało się 90 żołnierzy.
W uznaniu zasług Komenda Główna AK odznaczyła żołnierzy Grupy artyleryjskiej „Granat”:
- 10 Krzyżami Srebrnymi Orderu Wojennego Virtuti Militari,
- 43 Krzyżami Zasługi z Mieczami (złote, srebrne i brązowe),
- 69 Krzyżami Walecznych, w tym 6 dwukrotnie[2].

## Upamiętnienie
- W 1995 roku jeden z większych skwerów na warszawskim osiedlu Ksawerów (południowo-zachodnia część skrzyżowania ul. Puławskiej i Woronicza) został nazwany Skwerem Grupy Artyleryjskiej AK „Granat”. Na skwerze tym ustawiono obelisk upamiętniający historię Grupy artyleryjskiej „Granat”[3].
- na Skwerze im. Olgi i Andrzeja Małkowskich (w pobliżu skrzyżowania ul. Puławskiej i Okolskiej) 10 Kadrowemu Pułkowi Artylerii AK poświęcono pamiątkową tablicę[12].

Pułkowi temu poświęcono książkę 10 Kadrowy Pułk Artylerii Armii Krajowej Zgrupowanie 548 Granat autorstwa Bogdana Wąsowskiego (wyd. nakładem autora).